# Соединённые Штаты Европы

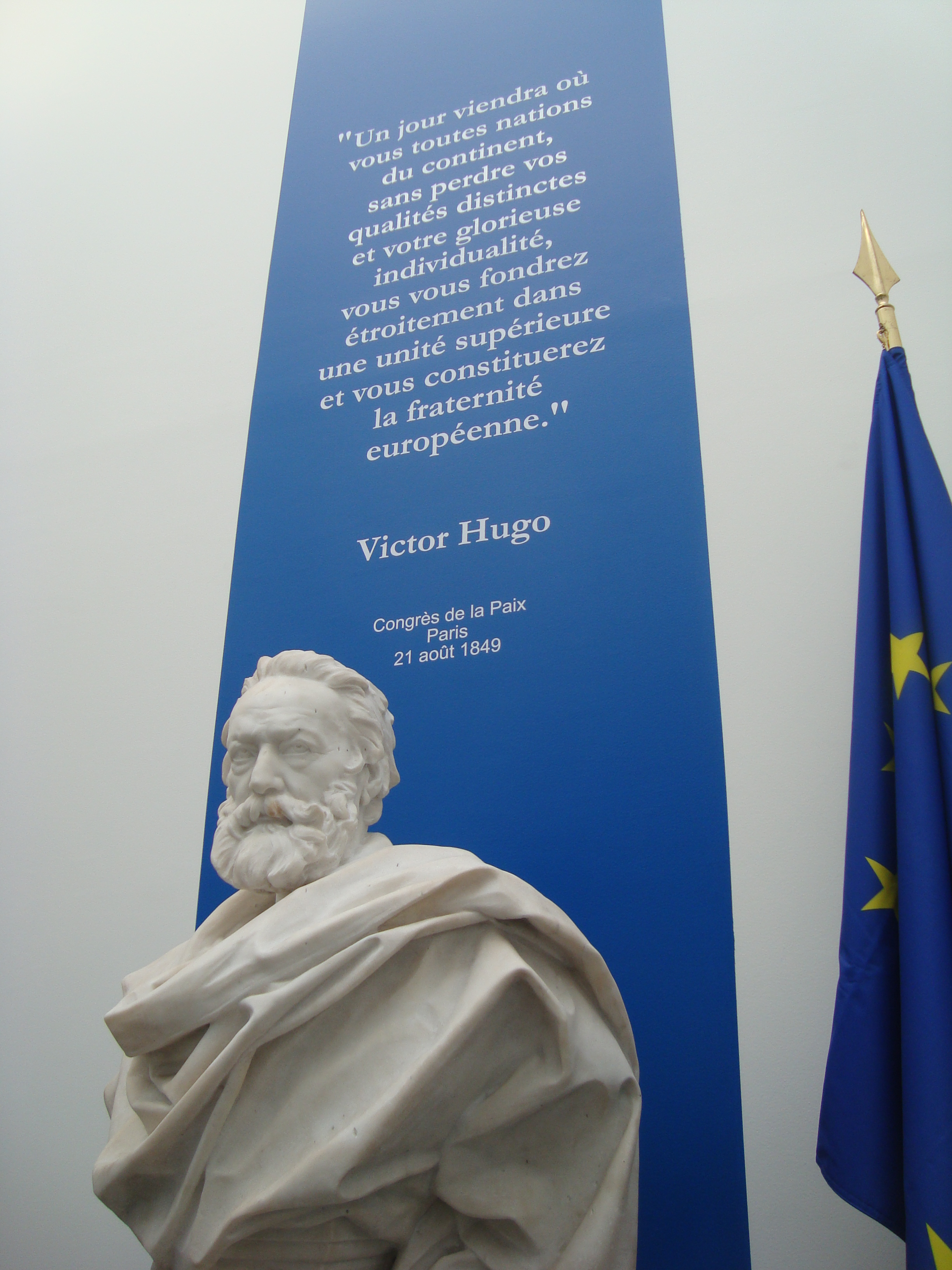
Бюст Виктора Гюго в Бурбонском дворце (Национальное собрание) в Париже. На заднем плане — его цитата, извлечённая из речи на Всеобщем конгрессе мира (Париж) 1849: «Настанет день, когда… все вы, все нации континента, не утрачивая ваших отличительных черт и вашего великолепного своеобразия, все неразрывно сольётесь в некоем высшем единстве и образуете европейское братство»

«Соединённые Штаты Европы» — лозунг, проект и гипотетическая идея объединения всех стран на Европейском континенте в надгосударственное объединение. Она существовала на протяжении многих веков и в самых разнообразных формах: от монархического, дворянско-аристократического и панъевропейского видения к марксистской, социалистической и, наконец, демократической идее создания «Соединённых Штатов Европы» как федерации народов Западной Европы. Послужила основой для развития германской концепции о «Срединной Европе» («Mitteleuropa») и будущего Европейского союза. В разное время за идею объединения стран на европейском континенте высказывались видные политики, монархи и общественные деятели: Наполеон I, Вильгельм II, Лев Троцкий, Уинстон Черчилль, Фредди Хайнекен, Валери д’Эстен, Мартин Шульц.

## История

### Ранние упоминания
Идеи объединения территорий Европейского континента под единоличным правлением имеют многовековую историю. Гегемония Римской империи, империи Карла Великого и Священной Римской империи являются тому яркими примерами. На начальных этапах зарождения этой идеи её никто не рассматривал как процесс объединения сообщества и коллективного управления. Главной целью было лишь стремление к приумножению территорий. Со временем под целью объединения начали рассматривать религиозную целостность как противовес мусульманским государствам, а впоследствии — и протестантским.
Дальнейшее развитие идея европейского объединения приобрела в эпоху Просвещения, когда она окончательно перестала отождествляться с религиозной составляющей. Ей на смену пришли новые взгляды и концепции, построенные на гуманизме и демократии. Также в этот период широкое распространение получили идеи, связанные с разработкой проектов обеспечения мира в Европе, реализация которых требовала создания общеевропейских институтов.
Европейские исследователи и историки склоняются к мысли, что представление о Европе как об особом мире связано с именем философа-кальвиниста и юриста немецкого происхождения Иоганна Альтузия. Его рассматривают как основателя одной из первых интеграционных концепций, которая заложила теоретические основы процессы европейского объединения, — федералистской теории. В те времена бытовало мнение о том, что само существование государства и его собственных интересов является главной причиной межгосударственных интересов и конфликтов. Именно поэтому сторонники так называемой «Единой Европы» выступали за создание наднационального образования.
Первым проектом, в основе своей несущим идею европейского «баланса сил», был «Великий план» (англ. Grand Design of Henry IV) премьер-министра французского правительства во времена правления Генриха IV — Максимильена де Бетюн Сюлли. В этом документе он предлагал создание европейской конфедерации из пятнадцати христианских государств. Только в таком формате Сюлли видел гарантию мира в Европе от внутренних врагов (Габсбургская монархия) и внешних — Османской империи и Московии. Среди причин провала этого стремления основным является то, что главная роль отводилась именно Франции и, прежде всего, защите её интересов.
Радикально противоположные идеи произносил американский колонист и религиозный деятель — Уильям Пенн. И если в Новом Свете он пропагандировал объединение колоний под эгидой христианства, то для государств Европы предлагал организацию Европейской лиги или конфедерации с участием Московии и Турции с целью обеспечения мира на континенте. Именно он впервые высказал мысль о том, что объединённые институты европейского союза должны иметь определённые права в отношении европейских государств. Пенн изложил свои взгляды на структуру и функционирование организации в «Эссе о сегодняшнем и будущем мире Европы» (англ. An Essay towards the Present and Future Peace of Europe, 1693), в котором предусмотрел возможность организации Европейской лиги или конфедерации с целью обеспечения мира на континенте. За основу новой европейской структуры он использовал опыт Генеральных штатов в Республике Соединённых провинций, где работал и проповедовал некоторое время. Среди главных идей Пенн предложил создание Генеральных штатов, реформирования государств в провинции, города образуют органы исполнительной власти — провинциальные Генеральные штаты и прочее.
Ещё дальше в своих размышлениях пошёл французский публицист — Шарль де Сен-Пьер. В своей работе «Проект вечного мира в Европе» (фр. Projet pour rendre la paix perpétuelle en Europe, 1713) он не только предложил свой вариант объединения, но и провёл глубокий анализ понятия европейского единства, которое, по его мнению, было основано на использовании политического и правового наследия (Кодекс Феодосия, законы Юстиниана и Священной Римской империи), общности нравов, обычаев, религии, науки и знаний. Всё это и является тем, благодаря чему Европа представляет собой идеальное собрание народов, объединяемых не только названием, но и реально представляющее настоящую общину, в отличие от Азии и Африки.

### XIX век
Лозунг о Соединённых Штатах Европы иногда приписывают Наполеону I: будучи в изгнании на острове Святой Елены, он размышлял о «великой европейской семье» c управлением наподобие «американского Конгресса», о «конфедерации великих (европейских) народов».
На Третьем конгрессе мира в Париже 21 августа 1849 года писатель и общественный деятель Виктор Гюго представил проект нового устройства в Европе, в котором сравнивал деятельность Соединённых Штатов Америки и Соединённых Штатов Европы. В своей речи он отмечал, что «Соединённые Штаты Европы и Соединённые Штаты Америки будут сотрудничать, скрепив рукопожатие через океан». Идея Гюго нашла своих сторонников, и позднее в Европе появились региональные объединения, чья деятельность была направлена на межгосударственное сотрудничество в сторону европейской интеграции. В Берне был налажен выпуск информационного журнала под одноимённым названием — «Соединённые Штаты Европы». В 1867 году в Женеве была учреждена «Международная лига мира и свободы». В неё вошли представители разных стран и общественных слоёв, среди которых наиболее видными фигурами были Гюго, Бакунин, Огарёв, Милль и Гарибальди. Именно Гюго выступил инициатором создания такого союза, предложил свои услуги в подготовке идеологической основы и 4 сентября 1868 года в своём письме заявил, что республика СШЕ уже существует с юридической точки зрения. Дальнейшим планам помешала война, которая происходила между Пруссией и Францией в 1870—1871 годах. В представлении Гюго обновлённая Европа в скором будущем могла бы выглядеть следующим образом:
- форма правления будет исходить из того, какое государство станет основой для будущих Соединённых Штатов Европы (если Пруссия — империалистический, если Франция — республиканский строй);
- отсутствие внутренних границ;
- бездефицитный бюджет;
- свободное внутренне перемещение жителей;
- свобода слова и вероисповедания.

Русский мыслитель и революционер Михаил Александрович Бакунин углубился ещё больше и главной проблемой на пути воплощения идеи единой Европы видел национализм. «Мы должны раз и навсегда покинуть ложный принцип национальности, изобретённый в последнее время деспотами Франции, России и Пруссии для вернейшего подавления верховного принципа свободы. Национальность не принцип; это законный факт, как национальность… Всякий, искренне желающий мира и международной справедливости, должен раз навсегда отказаться от всего, что называется славой, могуществом, величием отечества, от всех экономических и тщеславных интересов национализма… Всеобщий мир будет невозможен, пока существуют нынешние централизованные государства. Мы должны, стало быть, желать их разложения, чтобы на развалинах этих единств, организованных сверху вниз деспотизмом и завоеванием, могли развиться единства свободные, организованные снизу вверх, свободной федерацией общин в провинцию, провинций в нацию, наций в Соединённые Штаты Европы».
В период с 5 по 8 июня 1900 года в Париже состоялся съезд членов «Общества бывших и настоящих учеников свободной школы политических наук в Париже», который был приурочен к 25-летию этого общества. Во время этого съезда рассматривались следующие вопросы: Соединённые Штаты Европы, финансовое состояние Европы за последние 50 лет, а также способы управления колониями, особенности и методы преподавания политических наук. Мероприятие носило характер закрытого, с целью не допустить к участию «умы оригинальные», а прения между участниками были научными и академическими. Главным докладчиком по теме идеи создания Соединённых Штатов Европы был Анатоль Леруа-Больё, а также четыре докладчика — юристы по специальности. Они выдвигали на первый план жизненную необходимость создания такого объединения стран Европы. Оппонентом им выступил Лёфебюрь, который был скептически настроен против этой идеи, считая межнациональную вражду народов Европы как неустранимое препятствие на пути реализации такой цели. Также, он прямо указывает на отсутствие общеевропейской идеи для объединения. В заключительной части авторы пришли к следующим выводам:
- между странами Европы безусловно существуют общие интересы;
- вопросы политического характера уступают проблемам экономического и социального характера;
- вопрос о создании Соединённых Штатов Европы — преждевременный, поскольку европейские народы не смогут отказаться от национальности и независимости.

При этом сам автор доклада высказался, что создание «Соединённых Штатов Европы» по образцу США — малоподходящее. Обладая вековой историей и традициями, страны Европы больше могли бы потерять, чем приобрести от такового союза. Поэтому лучшим примером могли бы служить Германский союз до 1866 года или Швейцарский союз до 1848 года. Показательным является то, что Леруа-Больё сознательно отстаивал идею исключения Англии и России из предполагаемого союза. В отношении последней он отзывался следующим образом: «Её традиции, учреждения, политический строй, народный дух, даже сама природа отделяют её от Запада. В ней нет того чувства западной солидарности, которое связывает между собой при всех её различиях германский и романские народы».

### XX век

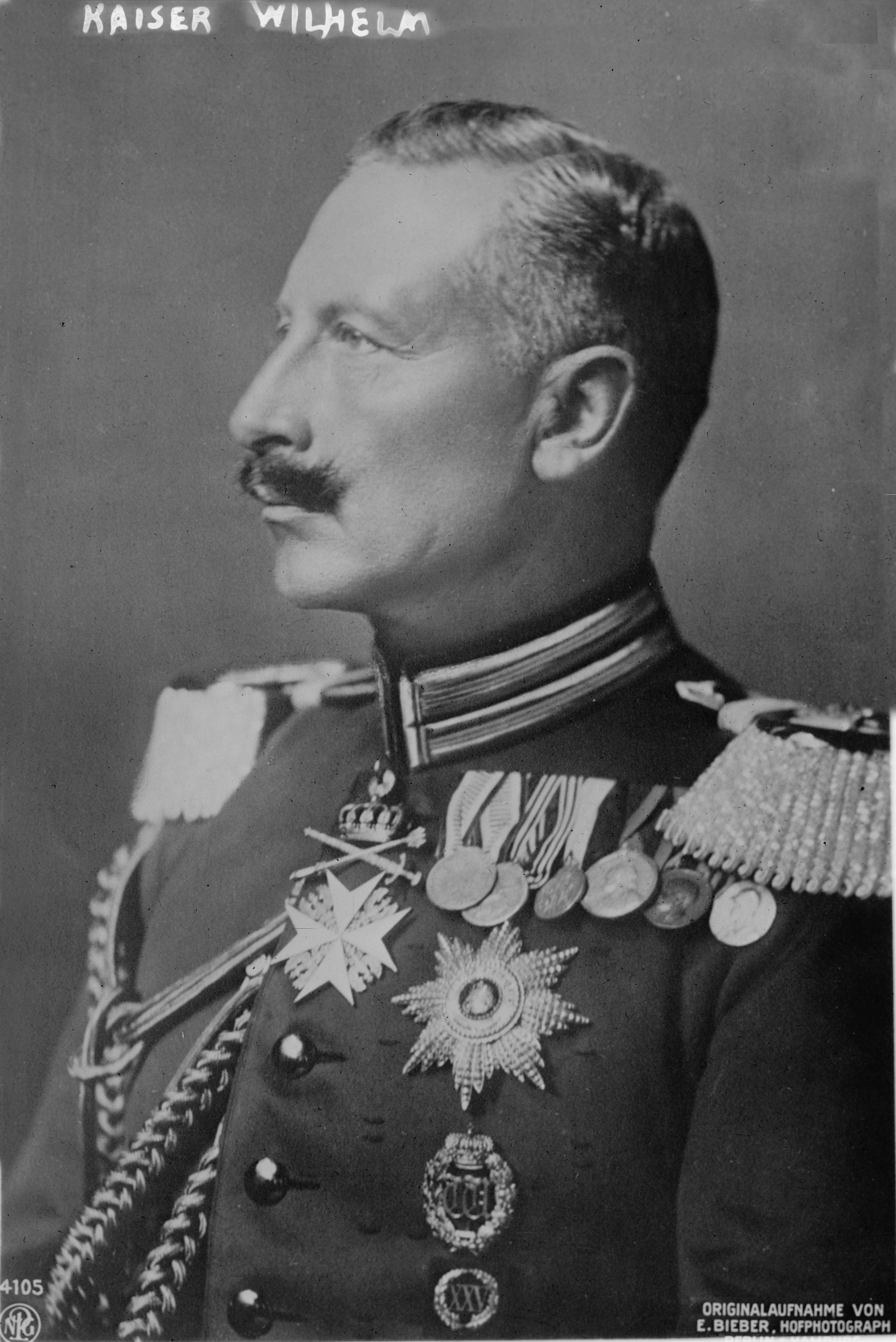
Вильгельм II — единственный монарх в Европе, отстаивавший идею создания «Соединённых Штатов Европы» в противовес США

В дальнейшем эта идея получила развитие в среде социал-демократов. Лозунг о создании республиканских Соединённых Штатов Европы, как противовеса союзам и военным блокам, был предметом дискуссии на конференции РСДРП в феврале-марте 1915 года в Берне.
Ярым сторонником создания «Соединённых Штатов Европы» был император Вильгельм II. Как отмечал в своём дневнике Вальтер Ратенау: «План кайзера: Соединённые Штаты Европы против Америки и по его мнению турки и англичане поддержат эту идею и присоединятся. Пять государств, включая Францию, вполне могут создать нечто. Некий оборонительно-наступательный союз». В дальнейшем у Вильгельма II из глобальной идеи единой Европы созрел план создания Тройственного союза — между Германией, Францией и Великобританией. Этими идеями он поделился с австрийским министром иностранных дел графом Берхтольдом. И даже после 4 августа 1914 года идея объединения Европы все ещё казалась кайзеру реальной.
Скептическую позицию занял лидер большевиков Владимир Ленин. Он и его партия выступала с разоблачением замысла о мирном объединении капиталистических стран в политическом манифесте ЦК РСДРП «Война и Российская социал-демократия», опубликованном в газете «Социал-демократ» от 1 ноября 1914 года. В статье говорилось, что лозунг «Соединённые Штаты Европы» бессмысленный и лживый, пока с помощью революции не будут низложены германские, австрийские и российские монархи. В следующей статье «О лозунге Соединённых Штатов Европы» от 23 августа 1915 года в той же газете Ленин прямо указывает, что при капитализме в Европе такое образование либо невозможно, либо реакционно. Лев Троцкий выступил с заявлением: «по окончании войны я вижу Европу воссозданной не дипломатами, а пролетариатом, — Федеративная республика Европы — Соединённые Штаты Европы — вот, что должно быть создано. Экономическая эволюция требует отмены национальных границ. Если Европа останется разделенной на национальные группы, тогда империализм снова начнет свою работу. Только Федеративная республика Европы может дать миру мир».
В начале XX века внимание прогрессивного общества было приковано к фигуре чехословацкого философа, политического деятеля, в будущем первого президента Чехословакии — Томаша Гаррига Масарика. Именно он в тот период олицетворял собой главного борца за создание Соединённых Штатов Европы. Ещё в конце 1920-х годов Бернард Шоу в своём интервью газете «Таймс» прямо указывал на кандидатуру Масарика на должность президента будущих СШЕ. Объединение Европы было для него главной целью деятельности. Масарик видел «Новую Европу» содружеством больших и малых государств, где «ни одна нация не должна использовать другую нацию как средство для своих целей». В октябре 1918 года он основал в США Центральноевропейскую унию, целью которой предусматривалась координация усилий для освобождения угнетённых народов. Вокруг себя Масарик сплотил политиков-эмигрантов, представлявших одиннадцать народов Центральной и Юго-Восточной Европы. Наконец его взгляды трансформировались из глобального масштаба — в локальный. Он аккумулировал свои усилия на создании в Центральной и Восточной Европе Соединённых Штатов Восточной Европы (СШВЕ). Этот проект обсуждался в декабре 1918 года в Париже совместно с румынским министром иностранных дел и греческим премьером — Элефтериосом Венизелосом. Речь шла о федерации тринадцати государств, расположенных между Германией и Российской империей, которая с севера на юг охватывала страны от Финляндии до Греции. В конце концов представители вышеупомянутых стран отказались оказывать поддержку реализации этого замысла и единственным результатом стало создание в августе 1920 года — Малой Антанты. Со временем и сам Масарик оставил надежду на успешную реализацию своих замыслов. В 1935 году он прямо говорил о том, что если бы был значительно моложе, то сконцентрировал все свои силы на реализацию этого проекта, на пути к которому преградой находится Германия под управлением Гитлера.

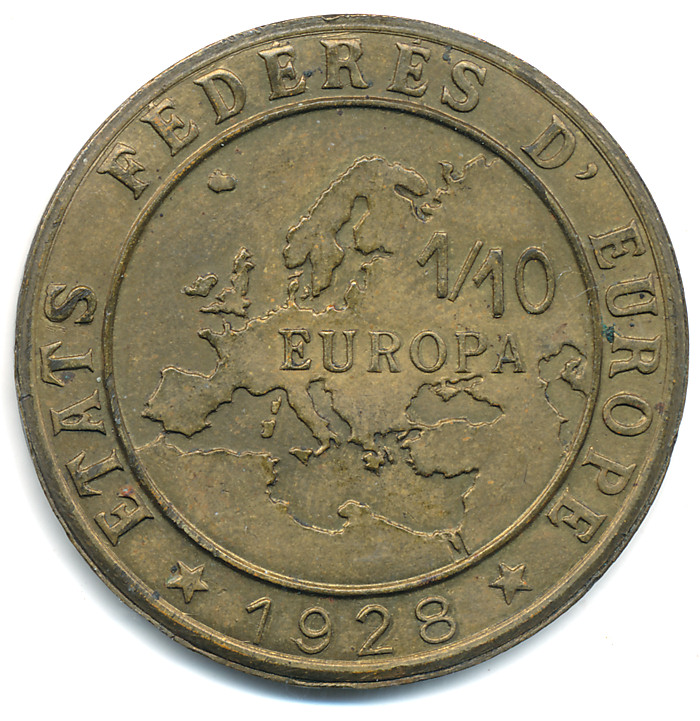
Монета Европы 1928 года для гипотетических «Федеративных Штатов Европы» (États fédérés d’Europe)

Уинстон Черчилль высказывался за идею создания надгосударственного образования в Европе. В своей статье «Соединённые Штаты Европы» в американской газете Saturday Evening Post от 15 февраля 1930 года он чётко изложил позицию о необходимости воплощения в жизнь этой идеи. В дальнейшем, обращаясь к членам своего кабинета, Черчилль писал: «Как это ни трудно сейчас сказать, я думаю, что европейская семья народов может действовать единодушно под руководством Совета Европы. Я надеюсь в будущем на создание Соединённых Штатов Европы».
Малоизвестным для широкой общественности остаётся тот факт, что идея объединения стран на континенте в Соединённые Штаты Европы была основой программы Национал-социалистической немецкой рабочей партии, с которой она шла на выборы в Рейхстаг в 1928. Национал-социалисты позаимствовали видения и предложения Густава Штреземана и Аристида Бриана. Гитлер пассивно выступал против этой идеи, видя в ней угрозу для концентрации единоличной власти в своих руках. И впоследствии, придя к власти, навсегда похоронил проект Соединённых Штатов Европы, противопоставляя ему имперскую форму с ведущей ролью Германии. В отличие от него, Грегор Штрассер, который считался ведущим лидером партии, был последователем реализации замысла о создании СШЕ, но в борьбе за власть его убили во время так называемой «Ночи длинных ножей».
Дальнейшее развитие этот проект получил во времена Второй мировой войны. Заключённые Альтьеро Спинелли и Эрнесто Росси, находясь в тюрьме на острове Вентотене, создали документ, получивший впоследствии название «Манифест Вентотене». После завершения работы в июле 1941 года манифест начали распространять среди итальянского сопротивления. Именно он стал своего рода программой для Движения за федеративную Европу. Этим документом итальянские революционеры намеревались объединить европейские страны в единую федерацию Соединённых Штатов Европы и тем самым предотвратить возможные новые войны на континенте. Исходя из манифеста, единство между странами и народами Европы может быть достигнуто только сверху, с помощью единого политического движения.
В своей знаменитой речи во время выступления 19 сентября 1946 года в Цюрихе Уинстон Черчилль прямо заявил о необходимости «обновления европейской семьи» и настаивал на «союзе победителей и побежденных». В этом союзе роль лидеров и главных партнёров отводилась Германии и Франции. Во время этого съезда в Цюрихе лидеры Движения Сопротивления и европейские федералисты сформировали следующие задачи для реализации нового союза:
- обеспечении мира и безопасности в Европе;
- ликвидация границ стран Европы;
- оздоровление экономики стран Европы;
- симметричный ответ на объединение стран Восточной Европы под главенством Советского Союза.

В своей статье «A United States of Europe?» от 1948 года Джеймс Фулбрайт пытался проанализировать и выделить причины, по которым страны Европы до сих пор не смогли объединиться. Среди главных преград на этом пути он выделил следующие:
- страх европейцев перед изменениями и отказом от национальной самоидентичности и патриотизма;
- стремление не допустить возвеличивания и гегемонии Германии;
- языковое многообразие;
- политическая воля и идеология направлена более на самоизоляцию, чем на сообщество;
- культурное разнообразие;
- отсутствие религиозного единообразия и явное разделение Европы на Западную и Восточную по религиозным предпочтениям[32].

Во времена обострения противостояния между США и Советским Союзом, один из эпизодов которого привел к «Карибскому кризису», Джордж Кеннеди выступил с идеей поддержки создания Соединённых Штатов Европы. В одной из своих речей в июле 1962 года он выразил надежду на будущие тесные связи между СШЕ и США, которые в конце концов стали бы «атлантическим сотрудничеством». Несмотря на стремление ко взаимному равенству и партнерству в экономике, культуре и политике, в видении Кеннеди, только за США должно остаться право владеть и использовать ядерное оружие.

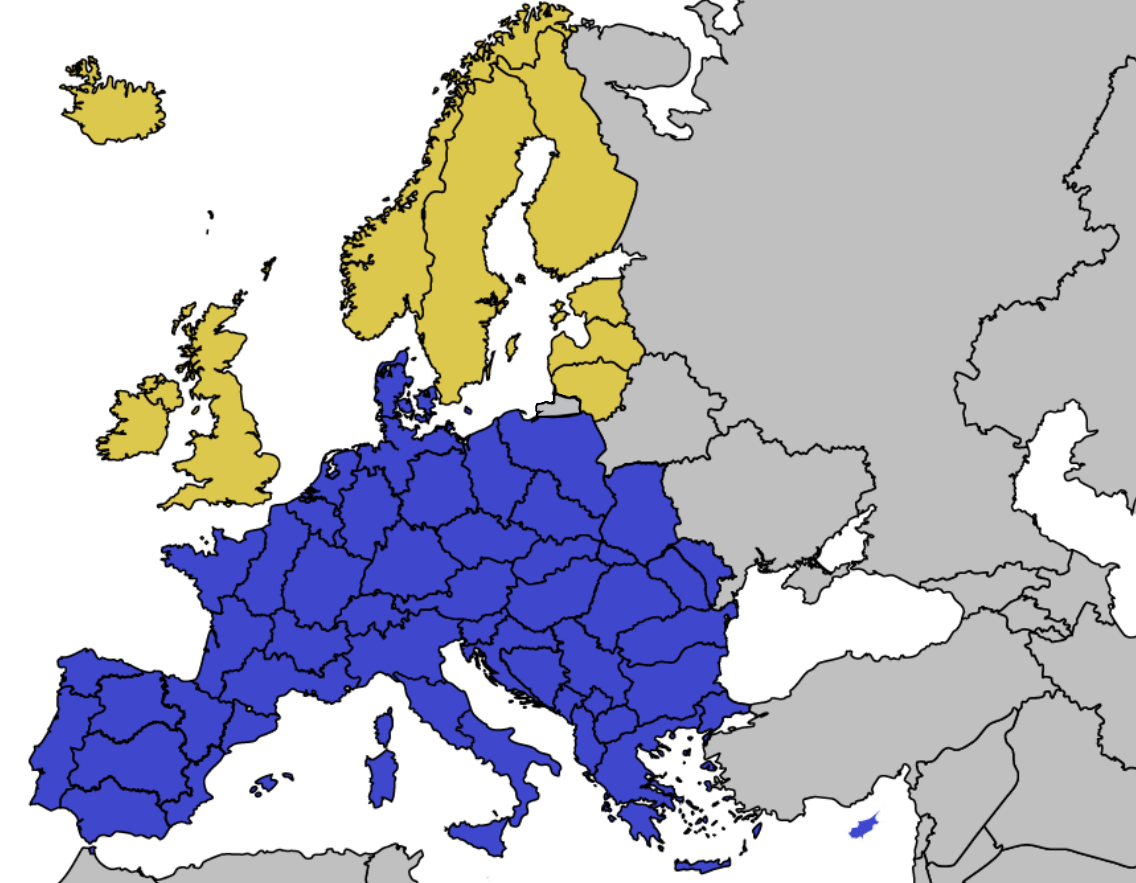
Соединённые Штаты Европы согласно проекту Хайнекена

В 1992 году голландский бизнесмен Фредди Хайнекен после консультаций с историками Лейденского университета Хэнком Весселингом и Вимом ван ден Дулем издал брошюру «Соединённые Штаты Европы, Евротопия?» В своей работе он выдвигал идею создания Соединённых Штатов Европы как конфедерации 75 государств, которые были бы сформированы по этническому и лингвистическому принципу с населением от 5 до 10 миллионов человек в каждой. Работа Хайнекена понравилась Джорджу Бушу-старшему, на то время вице-президенту США: он отозвался о ней как об «инновационной и интригующей брошюре». Хейнекен считал, что таким образом более немногочисленные нации будут более управляемыми в эпоху после окончания холодной войны. Примечательным является то, что в своей работе в 1992 году авторы разделили территорию Югославии и Чехословакии, которые со временем распались практически идентично описываемому плану брошюры. Однако ещё 17 июля 1992 года словацкий парламент принял декларацию о независимости, а процесс распада Югославии берёт начало в 1991—1992 годах, когда от СФРЮ отделились четыре из шести республик (Словения, Хорватия, Босния и Герцеговина и Македония).

### XXI век
В 2002 году бывший президент Франции Валери Жискар д’Эстен предоставил первый проект доклада «Конвенции о будущем Европы». В своём документе он предлагал переименовать Европейский союз в Соединённые Штаты Европы или даже Единую Европу. Предполагалось изменение структуры ЕС в конфедерацию государств с расширением до 30 членов и последующим переименованием. Все граждане должны были признать себя европейцами и быть наделены двойным гражданством: получить европейское и сохранить своё национальное. В проекте доклада также предлагалась идея создания Конгресса народов Европы, в который вошли бы члены Европейского парламента и национальные парламентарии. Этот орган не был бы наделён законодательной властью, но в его задачи входил бы контроль за стратегическим направлением развития. Было прямо указано на возможность учреждения постоянной должности президента Совета Европы, президентов государств конфедерации и глав правительств. Доклад д’Эстена был поддержан Великобританией, Францией и Испанией.
В 2017 году лидер социал-демократов Германии Мартин Шульц призвал создать Соединённые Штаты Европы к 2025 году. Согласно его позиции, договор об учреждении должен быть представлен государствам — членам ЕС для ратификации, где противники создания автоматически должны будут покинуть блок. Реализация на 2025 год была выбрана не случайно — именно на эту дату выпадает столетие момента, когда социал-демократы впервые высказались за эту идею. В 2017 году во время выборочных опросов населения разных стран Европы относительно идеи создания СШЕ были выявлены следующие результаты: Германия (30 % — за, 33 % — против), Франция (28 % — за, 26 % — против), Дания (12 % — за, 48 % — против), Финляндия (13 % — за, 48 % — против), Швеция (13 % — за, 56 % — против), Норвегия (12 % — за, 55 % — против).

## Конспирологическая версия
С конспирологической точки зрения идея создания Соединённых Штатов Европы приписывается тайным организациям и обществам. В этом контексте такое образование под руководством масонов рассматривается как противопоставление христианским государствам Европы, сплочённым некогда в рамках Священной Римской империи.
Конспирологи утверждают, что ещё со времён Виктора Гюго масоны имеют целью создать в Европе одну сверхдержаву, где нет места отдельным нациям. При этом в одних странах они организуют мирные революции наподобие объединённой Европы нашего времени, где уже якобы установленные ими режимы беспрекословно выполняют их волю и где «растворятся» отдельные нации с их самобытностью и уникальной культурой. Для других же стран, таких как Россия, арабские и мусульманские государства, они создают механизмы разрушения, порабощения и используют их как строительный материал для создания своего нового мироустройства, где «установлен пиратский принцип двойных стандартов».
Довольно часто в воображении общества идеологами евроинтеграции предстают Вольтер, Монтескьё и Руссо, однако это не соответствует действительности. Хотя эти французские философы и принадлежали к масонству, они не поддерживали плана организации по подготовке создания Соединённых Штатов Европы, создания наднациональной власти, задачей которой было разрешение конфликтов между нациями. В своих произведениях они много писали о важности национального государства и индивидуальности. И хотя они никогда открыто не выступали против создания Соединённых Штатов Европы, Лиги Наций и других организаций — также отсутствуют упоминания об откровенной критике и возражениях.
Упоминается, что те же масоны в «Альманахе франкмасонства» от 1884 года выразили надежды на скорейшее превращение многообразия стран на континенте в единую Республику Соединённых Штатов Европы. При этом Европейский проект предстаёт всего лишь как предвестник Соединённых Штатов Мира.
В 1784 году Карл Теодор (курфюрст Пфальца) по приказу католического духовенства начал публичное преследование и разоблачение тайного общества иллюминатов. Были обнародованы сведения о том, что возглавлявшаяся Адамом Вейсгауптом организация имела цель установить новый мировой порядок, главным образом, уничтожив империи во главе монархов, а также Католическую церковь. Найденные записи и документы, которые среди прочего содержали списки участников, были опубликованы в пяти томах в период между 1787 и 1794 годами. С этого момента все дальнейшие стремления реформировать строй стран Европы так или иначе связывали с деятельностью тайных организаций. В 1884 году папа Лев XIII издал энциклику Humanum Genus, в которой обвинил масонов в пропагандировании прав человека, демократии и натурализма (формы рационализма, смешанной с язычеством). В настоящее время проект Соединённых Штатов Европы в обществе ассоциировался с именами масонов Джузеппе Мадзини и Виктора Гюго. Первый стал известен тем, что ещё 15 апреля 1834 года создал международную революционно-демократическую организацию «Молодая Европа». В своей деятельности её члены отстаивали идею республиканской формы правления для Европы, а также «священный союз народов» против «священного союза монархов».
Дальнейшая трансформация идеи СШЕ связана с австрийцем Рихардом Куденхофе-Калерги. В 1922 году он основал Панъевропейский союз, целью которого было объединение стран Европы под лозунгом равенства, свободы и культуры в противовес США, СССР и Восточной Азии. В своё время среди членов этого союза были Альберт Эйнштейн, Томас Манн, Зигмунд Фрейд, Аристид Бриан, Конрад Аденауэр и другие. Впоследствии, в 1924 году с Куденхофе-Калерги вышел на связь барон Луис Натаниэль Ротшильд, который предложил свою поддержку реализации идеи единой Европы, а также финансирование в размере 60 тыс. золотых марок от Макса Варбурга. С этого времени фамилия Ротшильдов неразрывно отождествляется с созданием Мирового правительства и других тайных организаций, а после финансирования еврейским банкиром Варбургом — причастности к мировому заговору представителей этой национальности.